# VGA
Video Graphics Array (VGA) er betegnelsen for et "standard" format, som er en betegnelse for en størrelse på en frame eller billede. Inden for mediet kamera og videokamera, gælder det formatet 640 x 480 pixel